# Sounkamba Sylla
Sounkamba Sylla (* 9. Juli 1998 in Laval) ist eine französische Sprinterin, die sich auf den 400-Meter-Lauf spezialisiert hat. Ihr jüngerer Bruder Dembo Sylla ist als Fußballspieler aktiv.

## Sportliche Laufbahn
Erste internationale Erfahrungen sammelte Sounkamba Sylla bei den World Athletics Relays 2021 in Chorzów, bei denen sie mit der französischen 4-mal-400-Meter-Staffel in 3:40,58 min den achten Platz belegte. Im Jahr darauf erreichte sie bei den Weltmeisterschaften in Eugene mit der Staffel das Finale und belegte dort in 3:25,81 min den fünften Platz. Im Jahr darauf verhalf sie dem französischen Team bei den Weltmeisterschaften in Budapest zu Finaleinzug. Bei den World Athletics Relays 2024 in Nassau belegte sie in 3:30,96 min den achten Platz in der Finalrunde über 4-mal 400 Meter. Anschließend wurde sie bei den Europameisterschaften in Rom mit der Mixed-Staffel disqualifiziert und belegte mit der Frauenstaffel in 3:23,77 min den fünften Platz.

## Persönliche Bestzeiten
- 400 Meter: 51,80 s, 26. Mai 2024 in Forbach
  - 400 Meter (Halle): 53,62 s, 12. Februar 2022 in Lyon